# آکوش الک
آکوش الک (مجاری: Ákos Elek؛ زادهٔ ۲۱ ژوئیهٔ ۱۹۸۸) بازیکن فوتبال اهل مجارستان است.
از باشگاه‌هایی که در آن بازی کرده‌است می‌توان به باشگاه فوتبال اسکی‌شهراسپور، باشگاه فوتبال مول فهروار، و باشگاه فوتبال چانگچون یاتای اشاره کرد.
وی همچنین در تیم‌های ملی فوتبال زیر ۲۱ سال مجارستان و مجارستان بازی کرده‌است.